# Llista de formatges francesos

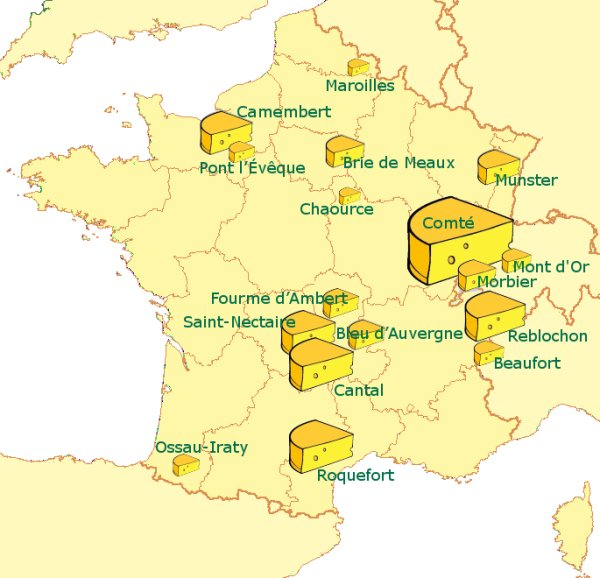
Mapa amb les principals AOC

L'any correspon a l'any en què va ser concedida l'Appellation d'origine contrôlée.
- Formatges tous amb floridura blanca
  - Brie de Meaux (1980)
  - Brie de Melun (1980)
  - Brillat-Savarin
  - Camembert de Normandie (1983)
  - Chaource (1970)
  - Coulommiers
  - Neufchatel (1969)
  - Saint-marcellin

- Formatges tous amb floridura vermella
  - Époisses (1991)
  - Langres (1991)
  - Livarot (1975)
  - Maroilles (1955)
  - Vacherin Mont-d'Or, Vacherin du Haut-Doubs (1981)
  - Munster, Munster-Géromé (1969)
  - Pont-l'évêque (1972)

- Formatges de cabra
  - Banon (2003)
  - Brocciu (1983)
  - Chabichou du Poitou (1990)
  - Charolais, Charolles
  - Chevrotin (2002)
  - Crottin de Chavignol (1976)
  - Pélardon (2000)
  - Rocamadour (1996)
  - Valençay (1998)
  - Picodon de l'Ardéche, Picodon de la Drôme (1983)
  - Pouligny-Saint-Pierre (1972)
  - Sainte-Maure de Touraine (1990)
  - Selles-sur-Cher (1975)

- Formatges blaus
  - Bleu d'Auvergne (1975)
  - Bleu des Causses (1953)
  - Bleu du Haut-Jura, Bleu de Gex, Bleu de Septmoncel (1935)
  - Bleu du Vercors-Sassenage (1998)
  - Fourme d'Ambert, Fourme de Montbrison (1972)
  - Roquefort (1921)

- Formatges de pasta premsada no cuita
  - Ardi-Gasna
  - Bethmale
  - Cantal (1956)
  - La Guiola (1961)
  - Mimolette
  - Morbier (2000)
  - Ossau-Iraty (1980)
  - Reblochon (1958)
  - Saint-nectaire (1955)
  - Salers (1961)
  - Tomme des Bauges (2002)

- Formatges de pasta premsada cuita
  - Abondance (1990)
  - Beaufort (1968)
  - Comté (1958)

## Altres
Formatges francesos que no tenen l'Appellation d'origine contrôlée.
- Abbaye de Cîteaux de la regió de Borgonya.
- Abbaye du Mont des Cats del poble de Godewaersvelde a Flandes.
- Amou de la regió de Gascunya.
- Bleu de Bresse de la regió de Bresse.
- Boursin de la regió de Normandia.
- Brillat-savarin de la regió de Normandia i de la Borgonya.
- Cabecou de la regió de Bresse.
- Cancoillotte de la regió de Franc Comtat.
- Carré de l'Est de la regió de Lorena.
- Cathare de la regió d'Occitània.
- Chaumes de la regió de Juranson.
- Gaperon de la regió de l'Alvèrnia.
- Mimolette al voltant de Lilla.
- Niolo de la regió de Còrsega.
- Olivet cendré de la regió de Loiret.
- Port-salut de la regió de Mayenne.
- Saint Agur Blue de la regió de Beauzac
- Saint-félicien de la regió d'Ardecha.
- Saint-félicien de la regió de Roine-Alps.
- Saint-marcellin de la regió de Delfinat.
- Vieux-Boulogne de la regió de Pas de Calais.